# Hôtel de Beaubrun
L'hôtel de Beaubrun  ou hôtel Beaubrun  est un hôtel particulier de Paris.

## Situation et accès
Il est situé 19 rue Michel-le-Comte dans le 3e arrondissement de Paris. 

## Historique
Il est  construit  à la fin des années 1760, et inscrit Monument historique en 1961.
L’hôtel est  situé à l’emplacement d’une maison acquise en 1611 par Jean VIII de Longueil, maître des comptes et qui aurait appartenu aux peintres Henri de Beaubrun et Charles Beaubrun portraitistes de la Cour.
L’hôtel est construit à la fin des années 1760 pour Marguerite Lenoir et son frère Samuel Lenoir de Mézières, payeur des rentes, par l’architecte Dorbu et l’entrepreneur Claude-Martin Goupy.
Il est utilisé de 1853 à 1885 par Charles-Guillaume Diehl pour une fabrique d’ébénisterie.
Il est restauré en 2014 pour en faire le siège de la société Emerige.

## Description
Le corps de logis principal entre cour et jardin en pierre de taille est flanqué de deux pavillons desservis chacun par un perron. Un petit jardin à l’arrière est séparé du jardin Anne-Frank par un haut mur.
Le portail sur rue rectangulaire à refends comporte une porte cintrée.

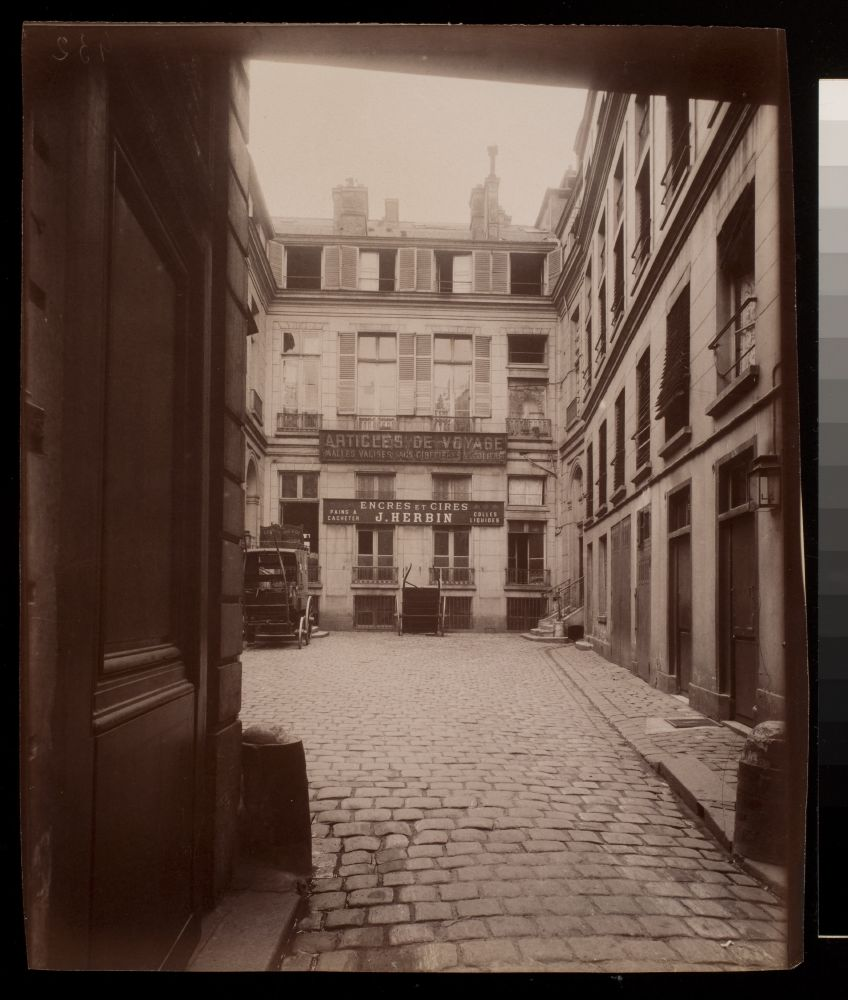
Hôtel Beaubrun en 1908.
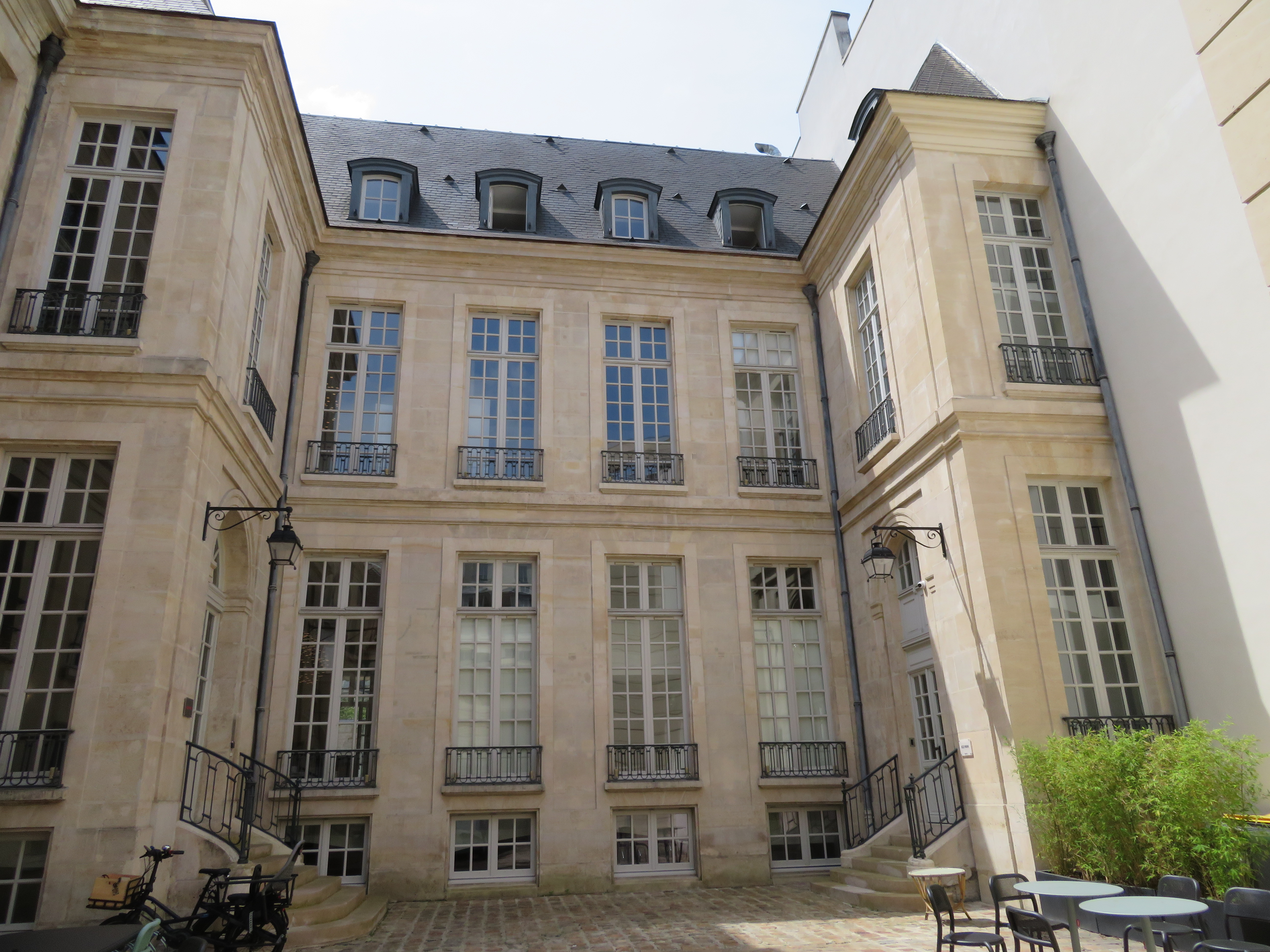
Façade sur cour rénovée.